# Михаил Миков
Михаил Райков Миков е български политик, председател на Националния съвет на Българската социалистическа партия от 27 юли 2014 г. до 8 май 2016 и лидер на коалиция БСП Лява България (Коалиция за България преди парламентарните избори през 2014 г.). Миков е юрист по образование и дългогодишен парламентарист, консултант по редица законопроекти във Великото, XXXVI и XXXVII народно събрание, народен представител в следващите четири състава на законодателния орган – 38-ият, 39-ият, 40-ият и 41-вият от 5-и Многомандатен избирателен район – Видин, председател на XLII народно събрание и председател на парламентарната група на коалиция БСП Лява България в XLIII НС. Михаил Миков е министър на вътрешните работи в периода април 2008 – юли 2009 г. в коалиционното правителство на Сергей Станишев. Бил е заместник-председател на БСП, отговорен за парламентарната дейност и съдебната система.

## Биография
Михаил Миков е роден на 16 юни 1960 г. в град Кула, област Видин. Завършва средното си образование в кулската гимназия. Следва и завършва право в Юридическия факултет на Софийския университет „Св. Климен Охридски“, където по-късно преподава като старши асистент по наказателно право. Специализирал е права на човека в Монпелие, Франция, данъчно облагане на неправителствени организации във Вашингтон, САЩ, антикорупционни практики в Рим, Италия. Владее френски, руски и сръбски език. Миков е женен, с две деца.

## Политическа кариера

### БСП
В началото на демократичните промени в България Михаил Миков е член на БКП и остава в партията след преименуването ѝ в Българска социалистическа партия.
На 27 юли 2014 г. на заседание на 48-ия ѝ Конгрес Михаил Миков е избран за председател на Националния съвет на БСП. На предсрочните парламентарни избори на 5 октомври партията отчита най-ниските си изборни резултати от 1989 г. Начело с Миков, новото ръководство обявява сред целите си:
- Консолидиране на партията;[12]
- Модернизиране на партията;[12]
- Отстояване на ценностите на социализма и социалдемокрацията;[12]
- Защита на интересите на мнозинството от българските граждани.[13]

### В XXXVIII народно събрание
Михаил Миков е народен представител от БСП в XXXVIII народно събрание. Сред инициативите на Миков са предложените през март 2001 г. законодателни промени:
- Поправки в Наказателния кодекс, спрямо които лица, принудили журналист да разпространява неистински факти или обстоятелства, да бъдат лишавани от свобода за период от една до шест години и глобявани с 3000 лв., а ако принудата е по вина на длъжностно лице или овластен орган, санкцията да бъде от две до шест години лишаване от свобода и глоба до 10 000 лв., вместо дотогавашните до шест месеца лишаване от свобода и глоба от 100 лв.
- Наказание от две години лишаване от свобода или глоба в размер до 5000 лв. за закана спрямо журналист, ако публикува или променя текст и от една до три години лишаване от свобода и до 3000 лв. глоба за същото нарушение, ако заканата е от длъжностно лице или овластен орган.
- Санкции до две години лишаване от свобода и глоба до 5000 лева за лица, попречили без правно основание да се отпечата вестник, списание или друго печатно издание.[15]

### В XXXIX народно събрание
Михаил Миков е водач на листата на БСП във Видин на изборите за XXXIX народно събрание.
- Парламентарна група на Коалиция за България – заместник-председател (5 юли 2001 – 17 юни 2005).
- Комисия по икономическата политика – член (20 юли 2001 – 17 юни 2005).
- Комисия по правни въпроси – член (20 юли 2001 – 17 юни 2005).
- Временна комисия за подготовка на предложения за промени в Конституцията на Република България – член (23 април 2003 – 18 февруари 2005).
- Делегация в парламентарното измерение на Централноевропейската инициатива – член (13 ноември 2002 – 17 юни 2005).

Инициативите на Миков в XXXIX народно събрание включват:
- Проектозакон, спрямо който с лишаване от свобода до три години или глоба до 5000 лева да се наказва промяната на компютърни програми или данни с цел имотна облага. Ако чрез проникването в чужд компютър се повреди или унищожи чуждо имущество, предвиденото наказание е лишаване от свобода от една до шест години и глоба до 10 000 лева.
- Промени, засягащи наказанията за разпространителите, производителите и преносителите на детска порнография чрез компютърна система. Те предвиждат наказанието да бъде лишаване от свобода от една до три години.
- Изменения, засягащи наказанието за изготвяне на неистински или преправянето на истински парични знаци, деноминирани в евро – предлага се то да бъде затвор до пет години.
- Поправки за криминализиране на присвояването на средства от европейски фондове.[17]

### В XL народно събрание
Михаил Миков е избран за депутат от БСП в XL народно събрание.
- Парламентарна група на Коалиция за България – заместник-председател на ПГ (11 юли 2005 – 18 август 2005)
- Временна комисия по Правилника за организацията и дейността на Народното събрание – член (11 юли 2005 – 18 август 2005)
- Временна комисия по правни въпроси – член (15 юли 2005 – 24 август 2005)
- Парламентарна група на Коалиция за България – председател (18 август 2005 – 23 април 2008)[3]
- Комисия по правни въпроси – член (от 24 август 2005)[3]
- Комисия по европейска интеграция – член (от 24 август 2005)[3]
- Временна комисия за подготовка на предложения за промени в Конституцията на Република България – член (18 януари 2006 – 30 март 2006)

### В XLI народно събрание
Михаил Миков е избран за депутат от БСП в XLI народно събрание.
- Парламентарна група на Коалиция за България – член (14 юли 2009 – 29 юли 2009).
- Парламентарна група на Коалиция за България – зам.-председател (29 юли 2009 – 14 март 2013).
- Комисия по правни въпроси – член за мандата на XLI НС.
- Комисия по вътрешна сигурност и обществен ред – член за мандата на XLI НС.
- Постоянно действаща подкомисия към Комисията по правни въпроси, която осъществява предвидения в чл. 34б от Закона за специалните разузнавателни средства и чл. 261б от Закона за електронните съобщения парламентарен контрол и наблюдение – член; председател (11 януари 2012 г. – 4 септември 2012 г.), приел почетна грамота за модерен парламентаризъм (Институт за модерна политика).
- Постоянно действаща подкомисия към Комисията по правни въпроси, която осъществява предвидения в чл. 34б от Закона за специалните разузнавателни средства и чл. 261б от Закона за електронните съобщения парламентарен контрол и наблюдение – председател (11 януари 2012 – 4 септември 2012).
- Постоянно действаща подкомисия към Комисията по правни въпроси, която осъществява предвидения в чл. 34б от Закона за специалните разузнавателни средства и чл. 261б от Закона за електронните съобщения парламентарен контрол и наблюдение – член (4 септември 2012 – 14 март 2013).
- Временна парламентарна комисия за проучване на фактите и обстоятелствата, свързани с действия и инициативи на длъжности лица от органи на изпълнителната власт, при и по повод на помилване, опрощаване на несъбираеми държавни вземания, и даване и възстановяване на българско гражданство и освобождаване и лишаване от него през периода януари 2002 г. – януари 2012 г. – член за мандата на комисията (16 май 2012 г. – 17 септември 2012 г.).
- Група за приятелство България – Австрия – член (23 октомври 2009 – 14 март 2013).
- Група за приятелство България – Китай – зам.-председател (23 октомври 2009 – 14 март 2013).
- Група за приятелство България – Русия – член (23 октомври 2009 – 14 март 2013).
- Група за приятелство България – Сърбия (член 23 октомври 2009 – 14 март 2013).

### Министър на вътрешните работи
Михаил Миков е министър на вътрешните работи в периода април 2008 – юли 2009 г. в коалиционното правителство на премиера Сергей Станишев. Наследява на поста Румен Петков, който подава оставка след серия скандали в МВР. Участва в среща на министрите на правосъдието на страните от Югоизточна Европа, която е организирана в София, заедно с министъра на правосъдието Миглена Тачева и главния прокурор Борис Велчев.

#### Инициативи
- Преструктуриране на Главната дирекция „Борба с организираната престъпност“ (ГДБОП), която да стане звено, запазващо относителната си обособеност с оперативни и разузнавателни функции, но да бъде в тясна връзка и с централно звено.
- Създаване на централно звено за борба с мафията.
- Обособяване на службите за следене и подслушване (ДОТИ и ДОИ) в отделна агенция, но под шапката на МВР.[19] Обособяването им е осуетено във вътрешната комисия в парламента с гласовете на опозицията и коалиционния партньор НДСВ.[20] Решено е ДОТИ и ДОИ да бъдат обединени в специализирана дирекция в МВР.[21]
- Образуване на главна дирекция „Досъдебно производство“, която има разследващи функции и основно се занимава с по-леките престъпления.[22]
- Позицията „главен секретар на МВР“ е променена в „генерален комисар на МВР“ и е заета от Павлин Димитров. Към тази най-висша професионална длъжност в министерството функционират анализаторско звено и екип от 50 – 60 души. Според опозицията генералният комисар получава функции, които не са записани в закона и се създава възможност за изземване на правомощия от други звена.[23]
- Обявяване щата на МВР, за първи път след 1989 г., за което отдавна настояват неправителствени организации и е нормална практика в Европейския съюз.[24]

- Съкращаване на няколко етапа на служители в главните дирекции „Охранителна полиция“, „Криминална полиция“, „Гранична полиция“, „Досъдебно производство“ и „Пожарна безопасност и спасяване“.
- Закриване на жандармерийските подразделения в Разград и Хасково.[25]
- Миков отстранява шефа на дирекция „Противодействие на организираната и тежката престъпност“ към Главна дирекция „Криминална полиция“ комисар Петър Владимиров, заместника му Калин Михов и началника на сектор „Контратероризъм“ Атанас Димитров, а директорът на главна дирекция „Досъдебно производство“ Деньо Терзийски е пенсиониран вследствие на смъртта на арестант, задържан за отвличане.[26]
- На 8 декември 2008 г. Миков изпраща писма на трите мобилни оператора с молба на 9 декември, Международният ден за борба с корупцията, да изпратят на всички свои абонати съобщение със съдържание „Не на корупцията“.[27]

#### Протести
По време на протестите на полицаите срещу условията на труд от края на 2008 г., включващи демонстрации на близо 2000 служители на МВР, Миков раздава коледна надбавка в размер на 350 – 400 лв. на всички служители на МВР. Сред условията на протестиращите са увеличение на основната им заплата с 50% със задна дата от 1 януари 2008 г., допълнително заплащане за извънредния и нощния труд, отчитането на тези видове труд ежемесечно, поне двукратно увеличение на средствата за дрехи и обувки и увеличение на парите за храна. Освен това те искат по-големи наказания за лица, нападащи служители на МВР и такива, оказващи съпротива при арест. Друго условие е създаването на синдикат на полицията.
На 15 януари 2009 г. опозицията поисква оставката на Миков поради действията на полицията срещу протестиращи на предишния ден, които нейни представители определят като прилагане на ненужна сила.
През ноември 2008 г. проучване на Галъп показва, че Михаил Миков се ползва с доверието на 18% от българите.

#### Обществени позиции
На 20 февруари 2009 г. Миков се обявява срещу поправката в Закона за електронните съобщения, според която МВР ще има достъп до данни за Интернет трафика само за разкриване на тежки или компютърни престъпления, считайки, че тя ще има негативен ефект върху борбата с престъпността. Поправката предвижда предоставянето на информацията от Интернет да става само за разкриване на тежки или компютърни престъпления и само според изискванията на Закона за специалните разузнавателни средства и Наказателно-процесуалния кодекс. Трафичните данни да се съхраняват 12 месеца, а срокът не може да се удължава, дори и да има подобно искане от спецслужбите.

В свое интервю за „Дарик радио“ през април 2008 г. Михаил Миков отрича в България да има мафия, макар по думите му да има „сериозен проблем с организираната престъпност“.
| „ | Категорично няма мафия! ... Разбира се, имаме много сериозни проблеми с организираната престъпност, проблеми, които са не само наши, които са и на целия ЕС. | “ |

В интервю за Ройтерс заявява, че един от ключовите му приоритети е „да прочистим министерството от нелоялни служители“. По това време България е под натиск от страна на Европейския съюз, който би спрял милиони евро помощи, ако страната не се бори срещу корупцията.
Заявява в интервю за „Дарик радио“, че „в полицията има много почтени хора, призвани да служат на държавата, но има и такива, които карат хората да мислят, че полиция е равно на мафия, но този факт е неизбежен“, както и че сред приоритетите му са укрепването и структурирането на разследващата полиция. В последващите месеци Миков няколкократно уволнява служители на МВР заради дисциплинарни нарушения.

### Председател на XLII народно събрание
Михаил Миков е избран за народен представител, а след това и за председател на XLII народно събрание.
- Председател на Народното събрание (21 май 2013 – 5 август 2014).
- Парламентарна група на Коалиция за България – член 21 май 2013 – 5 август 2014).
- Делегация В Интерпарламентарния съюз (1 август 2013 – 5 август 2014).
- Група за приятелство България – Сърбия (член 27ноември 2013 – 5 август 2014).

На 21 май 2013 г. Михаил Миков е избран за председател на Народното събрание. По време на организирана от парламента дискусия на тема „Борба с бедността в България“ отбелязва, че основните направления в законодателната дейност и парламентарния контрол на XLII народно събрание са социалната политика и борбата с бедността. 
| „ | Реабилитацията на социалната държава е основната задача на 42-рото Народно събрание. | “ |

#### Приоритети
- Възстановяване ролята на Народното събрание на основна институция в парламентарната Република България.[42]
- Народното събрание да се превърне в място за взаимодействие на различните власти, където да се преодолява напрежението между изпълнителната и съдебната власт.
- Законодателният орган да бъде основна стабилизираща институция, способна да приема необходимите закони и да упражнява реален парламентарен контрол върху правителството.
- Подобряване на качеството на законодателната дейност за повишаване на доверието на гражданите в законността.
- Обсъждане и прокарване на „законодателство, което стимулира предприемчивите, намалява административната тежест и дава гаранции за чуждите инвестиции, но и ограничава злоупотребата с монополно положение и корупционните практики, създава условия за намаляване на неравенството и бедността.
- Засилване работата на XLII народно събрание по участието на България в процеса на взимане на решения на ЕС.

#### Инициативи
- Миков става съучредител на Парламентарната асамблея на Процеса за сътрудничество в Югоизточна Европа, заедно със свои колеги от 12-те страни-участници в ПСЮИЕ.[43]
- Под негова егида се провежда честване на 135 години български парламентаризъм, чието начало е поставено със свикването на Учредителното събрание и приемането на Търновската конституция.
- Отбелязва се 125-а годишнина от кончината на Екзарх Антим I, председател на Учредителното събрание и на I велико народно събрание.[44]

#### Обществени позиции
- По повод на протестите срещу назначението на Делян Пеевски за председател на ДАНС Михаил Миков в специално обръщение към нацията на 26 юни 2013 г. заявява, че „без да се чуе гласът на народа, няма демократичен изход“ от политическата криза. В него Миков критикува медиите, че допринасят за напрежението в страната с начина, по който отразяват протеста: „Съзнателно или не, избраният от много телевизии начин за отразяване на случващото се около Народното събрание допринася за ескалиране на напрежението. Напомням на журналистите, най-вече на представителите на обществените медии, че справедливото и спокойно отразяване на ситуацията в столицата и в страната е дълг на всеки обективен журналист“. Изявлението провокира острата реакция на Българския хелзинкски комитет, Европейската асоциация на журналистите,[45] Асоциацията на българските радио- и телевизионни оператори и Българската национална телевизия, които заявяват категорично в декларация,[46] че не приемат политическите и институционални опити за влияние върху свободата на словото и редакционната независимост. Членовете на Европейския парламент от ГЕРБ също осъждат коментарите на Миков по адрес на българските медии.[47]
- Среща с протестиращи студенти. През октомври 2013 г. студенти от Софийски университет „Св. Климент Охридски“ (където той е преподавал) издигат надпис в залата на Народното събрание, гласящ „Не ви ли е срам“. По-късно тези студенти коментират, че са били поканени в служебната стая на председателя на Народното събрание, където той заявява, че „не му пука“ от тези, които протестират.[48] По думите им Миков обяснил, че е избран от определен брой хора и че е избиран няколко пъти и отбелязал, че народните представители са народни, а не представители на определен брой хора и че влизайки в парламента, трябва да представляват суверена.
- Оценка за мандата на НС. В свое интервю за в-к „Преса“ в края на предсрочно разпуснатото XLII народно събрание Михаил Миков казва: „Това беше парламент на необходимите социални решения, на засиления парламентарен контрол върху дейността на правителството... парламент на възможното мнозинство, родило се от изборите през май 2013 г.“. Председателят на законодателния орган споделя и мнението си, че не смята за провал мандата на управлението.[49]

### Председател на БСП
Михаил Миков е избран за председател на Националния съвет на БСП на 27 юли 2014 г. на заседание на 48-ия Конгрес на партията с гласовете на 377 делегати. Втори в надпреварата за лидерството на социалистите остава Драгомир Стойнев, който получава 333 гласа. Двамата се явяват на балотаж, на който гласуват 744 от общо 846 делегати, при 710 действителни бюлетини.
От първоначално номинираните 30 претенденти, на първия тур се явяват девет кандидати. От тях Красимир Премянов получава 7 гласа (0,94 %), Георги Кадиев – 29 гласа (3,9 %), Красимир Янков – 46 гласа (6,19%), Георги Гергов – 63 гласа (8,48%), Мая Манолова – 83 гласа (11,17%), Янаки Стоилов – 103 гласа (13,86%), Корнелия Нинова – 119 гласа (16,02%), Драгомир Стойнев – 126 гласа (16,96%), а Михаил Миков събира 167 гласа (22,48%). Гласуването и на двата тура е тайно.

В речта си след избора му за председател Михаил Миков обещава достоен резултат за БСП, която по думите му най-искрено и автентично защитава интересите на мнозинството български граждани. 
| „ | Еднодневните партии, еднодневните политици не могат да бъдат тенденция в новата политическа история на България... БСП, като най-голямата, заслужава да бъде и най-силната партия, водеща България в 21-вия век. | “ |

Михаил Миков наследява Сергей Станишев, който през юли 2014 обявява, че ще напусне лидерския пост след 13 години начело на социалистите.

### Избори 2014
Предсрочните парламентарни избори на 5 октомври 2014 г. са първите за Михаил Миков като лидер на БСП. Председателят на партията е водач на изборните листи на новосъздадената коалиция БСП Лява България в 25 МИР – София и 5 МИР – Видин. Миков е избран и на двете места, но става народен представител от столичния избирателен район, отстъпвайки първото място във Видин на Филип Попов.

#### Резултати
Водената от БСП коалиция получава най-ниския си резултат от началото на прехода – 15,4% от гласовете. Той идва на фона на ниска избирателна активност – малко над 48% от имащите право на глас български граждани са посетили урните. На пресконференцията след края на изборния ден Михаил Миков признава изборната загуба и отбелязва, че отговорността за разговорите за евентуално съставяне на правителство е на победителя – ГЕРБ. 
| „ | Избирателите ни отредиха мястото на опозиция в този парламент... една конструктивна и лоялна опозиция, която ще подкрепя всички национално отговорни и необходими на по-голямата част от българските граждани решения в законодателството. | “ |

#### БСП в опозиция
На провелите се впоследствие кръгове от преговори за сформиране на управляващо мнозинство и съставяне на кабинет БСП отчита различия между собствената си платформа и приоритетите на ГЕРБ и остава в опозиция. В изказването си на учредителното събрание на XLIII НС Михаил Миков потвърждава тази позиция и заявява, че БСП ще бъде социална алтернатива на оформящото се, доминирано от десните сили правителство. Според партийното ръководство решението за оставане на БСП в опозиция е подкрепено от мнозинството от социалистите и членовете на ръководните органи. Чуват се обаче и критики, включително от водещи фигури, които споделят публично мнението си, че БСП трябва да участва в коалиционно правителство, като компромисно решение в условията на политическа, обществена и икономическа криза. Миков остава на позицията, че решението на партията да остане в опозиция е било правилно.

### В XLIII народно събрание
Михаил Миков е народен представител в XLIII народно събрание и председател на Парламентарната група на „БСП Лява България“.
- Парламентарна група „БСП Лява България“ – председател (27 октомври 2014 – 27 януари 2017).
- Комисия по културата и медиите – член (27 ноември 2014 – 27 януари 2017).
- Делегация в Интерпарламентарния съюз – член (18 декември 2014 – 27 януари 2017).

На 7 ноември 2014 г. Михаил Миков обявява за приоритети на БСП запазването на коледните и великденските добавки за пенсионерите, ръст на обезщетенията за отглеждане на дете и средствата за младите семейства за отглеждане на дете да бъдат част от държавния бюджет.

#### Внесени законопроекти
- Законопроект за изменение и допълнение на Закона за данъците върху доходите на физическите лица.
- Законопроект за изменение и допълнение на Закона за защита на конкуренцията.
- Законопроект за изменение и допълнение на Кодекса за социално осигуряване.
- Законопроект за изменение на Закона за гарантиране на влоговете в банките.
- Законопроект за народната просвета.

## Други
Член е на Интернет общество - България от 21 ноември 2001 г. Владее френски, руски, сръбски, хърватски език. Женен, с две деца.